# Prokurator generalny Stanów Zjednoczonych

Flaga Prokuratora Generalnego

Prokurator Generalny Stanów Zjednoczonych (ang. United States Attorney General, w skrócie AG) – szef Departamentu Sprawiedliwości. Prokurator generalny jest doradcą prezydenta Stanów Zjednoczonych i szefów departamentów w kwestiach prawnych. Na urząd mianuje go prezydent USA, a zatwierdza Senat. Prokurator generalny USA jest siódmy w linii sukcesji prezydenckiej. Jest on jedynym członkiem Gabinetu Stanów Zjednoczonych, który nie nosi tytułu sekretarza.

W latach 1961–1964 funkcję prokuratora generalnego sprawował Robert F. Kennedy, który został nominowany przez prezydenta USA, a prywatnie swojego brata Johna F. Kennedyego.

## Lista prokuratorów generalnych Stanów Zjednoczonych
| Lp. | Foto               | Osoba                               | Objęcie urzędu       | Opuszczenie urzędu   | Prezydent(ci)          |
| --- | ------------------ | ----------------------------------- | -------------------- | -------------------- | ---------------------- |
| 1   |                    | Edmund Randolph                     | 26 września 1789     | 26 stycznia 1794     | George Washington      |
| 2   |                    | William Bradford                    | 27 stycznia 1794     | 23 sierpnia 1795     | George Washington      |
| 3   |                    | Charles Lee                         | 10 grudnia 1795      | 19 lutego 1801       | George Washington      |
| 3   | John Adams         | Charles Lee                         | 10 grudnia 1795      | 19 lutego 1801       |                        |
| 4   |                    | Levi Lincoln Sr.                    | 5 marca 1801         | 2 marca 1805         | Thomas Jefferson       |
| 5   |                    | John Breckinridge                   | 7 sierpnia 1805      | 14 grudnia 1806      | Thomas Jefferson       |
| 6   |                    | Caesar A. Rodney                    | 20 stycznia 1807     | 10 grudnia 1811      | Thomas Jefferson       |
| 6   | James Madison      | Caesar A. Rodney                    | 20 stycznia 1807     | 10 grudnia 1811      |                        |
| 7   |                    | William Pinkney                     | 11 grudnia 1811      | 9 lutego 1814        |                        |
| 8   |                    | Richard Rush                        | 10 lutego 1814       | 12 listopada 1817    |                        |
| 9   |                    | William Wirt                        | 13 listopada 1817    | 4 marca 1829         | James Monroe           |
| 9   | John Quincy Adams  | William Wirt                        | 13 listopada 1817    | 4 marca 1829         |                        |
| 10  |                    | John Macpherson Berrien             | 9 marca 1829         | 19 lipca 1831        | Andrew Jackson         |
| 11  |                    | Roger B. Taney                      | 20 lipca 1831        | 14 listopada 1833    | Andrew Jackson         |
| 12  |                    | Benjamin Franklin Butler            | 15 listopada 1833    | 4 lipca 1838         | Andrew Jackson         |
| 12  | Martin Van Buren   | Benjamin Franklin Butler            | 15 listopada 1833    | 4 lipca 1838         |                        |
| 13  |                    | Felix Grundy                        | 5 lipca 1838         | 10 stycznia 1840     |                        |
| 14  |                    | Henry D. Gilpin                     | 11 stycznia 1840     | marca 4 1841         |                        |
| 15  |                    | John J. Crittenden                  | 5 marca 1841         | 12 września 1841     | William Henry Harrison |
| 15  | John Tyler         | John J. Crittenden                  | 5 marca 1841         | 12 września 1841     |                        |
| 16  |                    | Hugh S. Legaré                      | 13 września 1841     | 20 czerwca 1843      |                        |
| 17  |                    | John Nelson                         | 1 lipca 1843         | 4 marca 1845         |                        |
| 18  |                    | John Y. Mason                       | 5 marca 1845         | 16 października 1846 | James K. Polk          |
| 19  |                    | Nathan Clifford                     | 17 października 1846 | 17 marca 1848        | James K. Polk          |
| 20  |                    | Isaac Toucey                        | 21 czerwca 1848      | 4 marca 1849         | James K. Polk          |
| 21  |                    | Reverdy Johnson                     | 8 marca 1849         | 21 lipca 1850        | Zachary Taylor         |
| 22  |                    | John J. Crittenden                  | 22 lipca 1850        | 4 marca 1853         | Millard Fillmore       |
| 23  |                    | Caleb Cushing                       | 7 marca 1853         | 4 marca 1857         | Franklin Pierce        |
| 24  |                    | Jeremiah S. Black                   | 6 marca 1857         | 16 grudnia 1860      | James Buchanan         |
| 25  |                    | Edwin M. Stanton                    | 20 grudnia 1860      | 4 marca 1861         | James Buchanan         |
| 26  |                    | Edward Bates                        | 5 marca 1861         | 24 listopada 1864    | Abraham Lincoln        |
| 27  |                    | James Speed                         | 2 grudnia 1864       | 22 lipca 1866        | Abraham Lincoln        |
| 27  | Andrew Johnson     | James Speed                         | 2 grudnia 1864       | 22 lipca 1866        |                        |
| 28  |                    | Henry Stanbery                      | 23 lipca 1866        | 16 lipca 1868        |                        |
| 29  |                    | William M. Evarts                   | 17 lipca 1868        | 4 marca 1869         |                        |
| 30  |                    | Ebenezer R. Hoar                    | 5 marca 1869         | 22 listopada 1870    | Ulysses S. Grant       |
| 31  |                    | Amos T. Akerman                     | 23 listopada 1870    | 13 grudnia 1871      | Ulysses S. Grant       |
| 32  |                    | George Henry Williams               | 14 grudnia 1871      | 25 kwietnia 1875     | Ulysses S. Grant       |
| 33  |                    | Edwards Pierrepont                  | 26 kwietnia 1875     | 21 maja 1876         | Ulysses S. Grant       |
| 34  |                    | Alphonso Taft                       | 22 maja 1876         | 4 marca 1877         | Ulysses S. Grant       |
| 35  |                    | Charles Devens                      | 12 marca 1877        | 4 marca 1881         | Rutherford Hayes       |
| 36  |                    | Wayne MacVeagh                      | 5 marca 1881         | 15 grudnia 1881      | James A. Garfield      |
| 36  | Chester A. Arthur  | Wayne MacVeagh                      | 5 marca 1881         | 15 grudnia 1881      |                        |
| 37  |                    | Benjamin H. Brewster                | 16 grudnia 1881      | 4 marca 1885         |                        |
| 38  |                    | Augustus H. Garland                 | 6 marca 1885         | 4 marca 1889         | Grover Cleveland       |
| 39  |                    | William H.H. Miller                 | 7 marca 1889         | 4 marca 1893         | Benjamin Harrison      |
| 40  |                    | Richard Olney                       | 6 marca 1893         | 7 kwietnia 1895      | Grover Cleveland       |
| 41  |                    | Judson Harmon                       | 8 kwietnia 1895      | 4 marca 1897         | Grover Cleveland       |
| 42  |                    | Joseph McKenna                      | 5 marca 1897         | 25 stycznia 1898     | William McKinley       |
| 43  |                    | John W. Griggs                      | 25 stycznia 1898     | 29 marca 1901        | William McKinley       |
| 44  |                    | Philander C. Knox                   | 5 kwietnia 1901      | 30 czerwca 1904      | William McKinley       |
| 44  | Theodore Roosevelt | Philander C. Knox                   | 5 kwietnia 1901      | 30 czerwca 1904      |                        |
| 45  |                    | William H. Moody                    | 1 lipca 1904         | 17 grudnia 1906      |                        |
| 46  |                    | Charles J. Bonaparte                | 17 grudnia 1906      | 4 marca 1909         |                        |
| 47  |                    | George W. Wickersham                | 4 marca 1909         | 4 marca 1913         | William Howard Taft    |
| 48  |                    | James Clark McReynolds              | 5 marca 1913         | 29 sierpnia 1914     | Woodrow Wilson         |
| 49  |                    | Thomas Watt Gregory                 | 29 sierpnia 1914     | 4 marca 1919         | Woodrow Wilson         |
| 50  |                    | Alexander Mitchell Palmer           | 5 marca 1919         | 4 marca 1921         | Woodrow Wilson         |
| 51  |                    | Harry M. Daugherty                  | 4 marca 1921         | 6 kwietnia 1924      | Warren G. Harding      |
| 51  | Calvin Coolidge    | Harry M. Daugherty                  | 4 marca 1921         | 6 kwietnia 1924      |                        |
| 52  |                    | Harlan F. Stone                     | 7 kwietnia 1924      | 1 marca 1925         |                        |
| 53  |                    | John G. Sargent                     | 7 marca 1925         | 4 marca 1929         |                        |
| 54  |                    | William D. Mitchell                 | 4 marca 1929         | 4 marca 1933         | Herbert Hoover         |
| 55  |                    | Homer Stille Cummings               | 4 marca 1933         | 1 stycznia 1939      | Franklin D. Roosevelt  |
| 56  |                    | Frank Murphy                        | 2 stycznia 1939      | 18 stycznia 1940     | Franklin D. Roosevelt  |
| 57  |                    | Robert H. Jackson                   | 18 stycznia 1940     | 25 sierpnia 1941     | Franklin D. Roosevelt  |
| 58  |                    | Francis Biddle                      | 26 sierpnia 1941     | 26 czerwca 1945      | Franklin D. Roosevelt  |
| 58  | Harry Truman       | Francis Biddle                      | 26 sierpnia 1941     | 26 czerwca 1945      |                        |
| 59  |                    | Tom C. Clark                        | 27 czerwca 1945      | 26 lipca 1949        |                        |
| 60  |                    | J. Howard McGrath                   | 27 lipca 1949        | 3 kwietnia 1952      |                        |
| 61  |                    | James P. McGranery                  | 4 kwietnia 1952      | 20 stycznia 1953     |                        |
| 62  |                    | Herbert Brownell Jr.                | 21 stycznia 1953     | 23 października 1957 | Dwight D. Eisenhower   |
| 63  |                    | William P. Rogers                   | 23 października 1957 | 20 stycznia 1961     | Dwight D. Eisenhower   |
| 64  |                    | Robert F. Kennedy                   | 20 stycznia 1961     | 3 września 1964      | John F. Kennedy        |
| 64  | Lyndon B. Johnson  | Robert F. Kennedy                   | 20 stycznia 1961     | 3 września 1964      |                        |
| 65  |                    | Nicholas Katzenbach                 | 4 września 1964      | 28 stycznia 1965     |                        |
| 65  | 28 stycznia 1965   | Nicholas Katzenbach                 | 28 listopada 1966    |                      |                        |
| 66  |                    | Ramsey Clark                        | 28 listopada 1966    | 10 marca 1967        |                        |
| 66  | 10 marca 1967      | Ramsey Clark                        | 20 stycznia 1969     |                      |                        |
| 67  |                    | John N. Mitchell                    | 20 stycznia 1969     | 15 lutego 1972       | Richard Nixon          |
| 68  |                    | Richard Kleindienst                 | 15 lutego 1972       | 25 maja 1973         | Richard Nixon          |
| 69  |                    | Elliot Richardson                   | 25 maja 1973         | 20 października 1973 | Richard Nixon          |
| –   |                    | Robert Bork pełniący obowiązki      | 20 października 1973 | 4 stycznia 1974      | Richard Nixon          |
| 70  |                    | William Saxbe                       | 4 stycznia 1974      | 14 stycznia 1975     | Richard Nixon          |
| 70  | Gerald Ford        | William Saxbe                       | 4 stycznia 1974      | 14 stycznia 1975     |                        |
| 71  |                    | Edward H. Levi                      | 14 stycznia 1975     | 20 stycznia 1977     |                        |
| –   |                    | Dick Thornburgh pełniący obowiązki  | 20 stycznia 1977     | 26 stycznia 1977     | Jimmy Carter           |
| 72  |                    | Griffin Bell                        | 26 stycznia 1977     | 16 sierpnia 1979     | Jimmy Carter           |
| 73  |                    | Benjamin Civiletti                  | 16 sierpnia 1979     | 19 stycznia 1981     | Jimmy Carter           |
| 74  |                    | William French Smith                | 23 stycznia 1981     | 25 lutego 1985       | Ronald Reagan          |
| 75  |                    | Edwin Meese                         | 25 lutego 1985       | 12 sierpnia 1988     | Ronald Reagan          |
| 76  |                    | Dick Thornburgh                     | 12 sierpnia 1988     | 15 sierpnia 1991     | Ronald Reagan          |
| 76  | George H.W. Bush   | Dick Thornburgh                     | 12 sierpnia 1988     | 15 sierpnia 1991     |                        |
| 77  |                    | William P. Barr                     | 16 sierpnia 1991     | 26 listopada 1991    |                        |
| 77  | 26 listopada 1991  | William P. Barr                     | 20 stycznia 1993     |                      |                        |
| –   |                    | Stuart M. Gerson pełniący obowiązki | 20 stycznia 1993     | 12 marca 1993        | Bill Clinton           |
| 78  |                    | Janet Reno                          | 12 marca 1993        | 20 stycznia 2001     | Bill Clinton           |
| –   |                    | Eric Holder pełniący obowiązki      | 20 stycznia 2001     | 2 lutego 2001        | George W. Bush         |
| 79  |                    | John Ashcroft                       | 2 lutego 2001        | 3 lutego 2005        | George W. Bush         |
| 80  |                    | Alberto Gonzales                    | 3 lutego 2005        | 17 września 2007     | George W. Bush         |
| –   |                    | Paul Clement pełniący obowiązki     | 17 września 2007     | 18 września 2007     | George W. Bush         |
| –   |                    | Peter Keisler pełniący obowiązki    | 18 września 2007     | 9 listopada 2007     | George W. Bush         |
| 81  |                    | Michael Mukasey                     | 9 listopada 2007     | 20 stycznia 2009     | George W. Bush         |
|     |                    | Mark Filip pełniący obowiązki       | 20 stycznia 2009     | 3 lutego 2009        | Barack Obama           |
| 82  |                    | Eric Holder                         | 3 lutego 2009        | 27 kwietnia 2015     | Barack Obama           |
| 83  |                    | Loretta Lynch                       | 27 kwietnia 2015     | 20 stycznia 2017     | Barack Obama           |
| –   |                    | Sally Yates pełniący obowiązki      | 20 stycznia 2017     | 30 stycznia 2017     | Donald Trump           |
| –   |                    | Dana Boente pełniący obowiązki      | 30 stycznia 2017     | 9 lutego 2017        | Donald Trump           |
| 84  |                    | Jeff Sessions                       | 9 lutego 2017        | 7 listopada 2018     | Donald Trump           |
| –   |                    | Matthew Whitaker pełniący obowiązki | 7 listopada 2018     | 14 lutego 2019       | Donald Trump           |
| 85  |                    | William P. Barr                     | 14 lutego 2019       | 23 grudnia 2020      | Donald Trump           |
| –   |                    | Jeffrey Rosen pełniący obowiązki    | 24 grudnia 2020      | 20 stycznia 2021     | Donald Trump           |
| –   |                    | Monty Wilkinson pełniący obowiązki  | 20 stycznia 2021     | 11 marca 2021        | Joe Biden              |
| 86  |                    | Merrick Garland                     | 11 marca 2021        | 20 stycznia 2025     | Joe Biden              |
| –   |                    | James McHenry pełniący obowiązki    | 20 stycznia 2025     | 5 lutego 2025        | Donald Trump           |
| 87  |                    | Pam Bondi                           | 5 lutego 2025        | nadal                | Donald Trump           |